# Ferrari F60
Ferrari F60 — гоночний автомобіль з відкритими колесами команди Scuderia Ferrari на сезон 2009 Формули-1. Презентація відбулася 12 січня 2009.

## Презентація
F60, 55-й одномісний болід Ferrari зроблений для участі у Формулі-1, вперше представлений 12 січня 2009. Болід назвали F60, щоб підкреслити, то що 2009 рік є 60 роком Ferrari у Формулі-1, це єдина команда, якій вдалося взяти участь у всіх сезонах. Феліпе Масса здійснив первинну обкатку боліда на трасі Муджелло, відразу після презентації. Болід спочатку повинен був дебютувати на трасі Фьорано, але місце було змінено через погані погодні умови в Маранелло.

## Тести
Перші повні тести F60 пройшли на трасі Муджелло протягом тижня починаючи з 19 січня.
1-2 травня команда провела дозволені регламентом аеродинамічні тести на прямих траси Фьорано, де протестувала значно допрацьовану версію шасі — Ferrari F60B.

## Спонсори
Титульний спонсор — Marlboro (Altria Group), основні спонсори: Fiat, Shell, Etihad Airways, Telecom Italia (Alice), Bridgestone, AMD, Acer, Mubadala, IVECO.

## Версія F60B

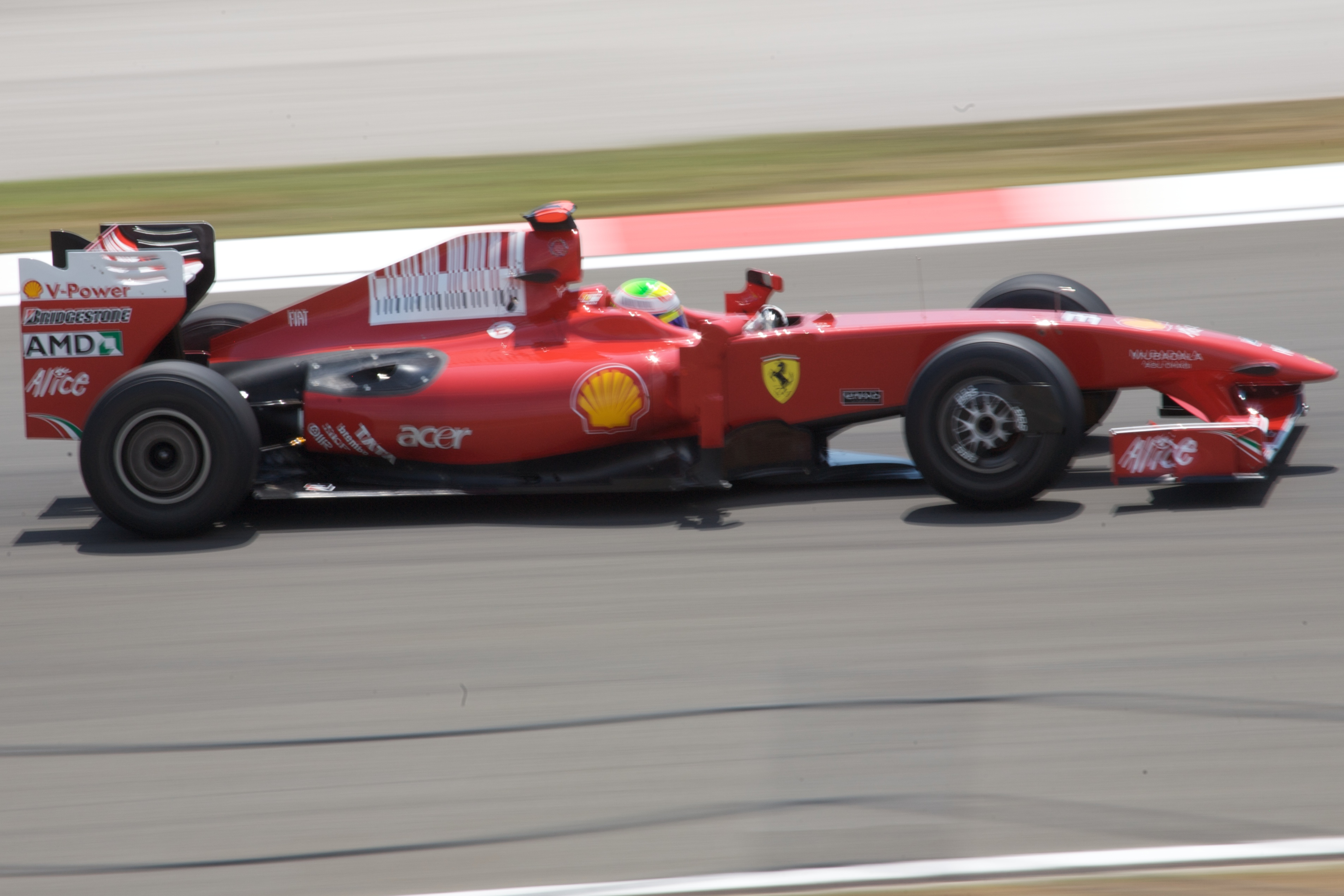
Феліпе Масса керує F60B на Гран-прі Туреччини 2009 року.

Модифікація F60B дебютувала на Гран-прі Іспанії 2009. Кімі Райкконен, керуючи F60B, здобув на Гран-прі Бельгії першу перемогу для Scuderia Ferrari в сезоні 2009.
Під час кваліфікації до Гран-прі Угорщини Феліпе Масса потрапив в серйозну аварію за кермом F60B. Наслідки аварії не позначилися на здоров'ї гонщика. Проте, кінець сезону 2009 року Феліпе Маса змушений був пропустити. У його відсутність за кермо F60B були допущені: тестер Лука Бадоер, а потім Джанкарло Фізікелла, який перейшов з Force India.